# Angelina (Sängerin)
Angelina (* 18. September 1983 in Bruneck) ist eine aus Südtirol stammende ehemalige Sängerin des volkstümlichen Schlagers, die auch unter ihrem Realnamen Brigitte Aichner auftrat.

## Leben
Aichner stammt aus Reischach in Südtirol, wo ihre Eltern ein Hotel betreiben. Bereits als Kleinkind besuchte Aichner die Musikschule und spielte später unter anderem Akkordeon, Gitarre und Keyboard. Ihre erste CD erschien 1994. Im Vorausscheid des Südtiroler Grand Prix der volkstümlichen Musik belegte Aichner 1994 den ersten Platz.
Ihren Durchbruch schaffte sie 1995 unter ihrem bürgerlichen Namen beim Nachwuchswettbewerb anlässlich der Sendung Superhits im Sommergarten mit Marianne und Michael, die live auf der Internationalen Funkausstellung in Berlin ausgestrahlt wurde und den sie gewann. Es folgten zahlreiche Fernsehauftritte, unter anderem in der Sendung Lustige Musikanten, Carolin Reibers Volkstümlicher Hitparade (u. a. 1996 mit dem Lied Lachen in der Sonne), Achims Hitparade (2000) und WunschBox (2000).
Ab dem Jahr 2000 trat sie unter dem Künstlernamen Angelina auf und produzierte im Jahr 2000 ihr Album Ti amo – Ich liebe dich. Als Angelina nahm sie 2001 mit dem Titel Ich wollt ich wär dein Handy am Grand Prix der Volksmusik teil und belegte im Südtiroler Vorentscheid den zehnten Platz. Gemeinsam mit ihrem Kollegen Andy Wolff trat sie beim Vorentscheid des Grand Prix der Volksmusik 2002 mit dem Titel Wenn Liebe diese Welt regiert für Deutschland an und belegte den 2. Platz hinter Maxi Arland. Im Finale belegte das Duo den 8. Platz. Im Jahr 2004 nahm sie ein weiteres Mal, zusammen mit Judith und Mel, Vreni und Rudi und Andy Borg als Gruppe Gemeinsam für Deutschland an diesem Wettbewerb teil und belegte im Finale mit dem Titel Gemeinsam den 3. Platz. Im Jahr 2006 erschien die zweite CD als Angelina, Genug geträumt, auf dem Label Koch Universal, produziert von Wolfgang Herrmann.
Angelina beendete 2008 ihre Karriere und stieg in den elterlichen Hotel-Betrieb ein.

## Diskografie (Auswahl)

### Alben
- 1996: Das letzte Paradies (Newport/Edition Wawi)
- 1996: Lachen in der Sonne (Tyrolis)
- 1998: Wenn dir mein Lied ein Busserl gibt (Tyrolis)
- 2000: Ti amo – Ich liebe dich (Dotter Records)
- 2006: Genug geträumt (Koch Universal)

### Singles
- 1997: Mit Herz geht alles besser (Tyrolis)
- 1999: Das ist alles für Dich (Nuova Records)
- 2001: Bye, bye my Love auf Wiederseh’n (Dotter Records)
- 2002: Wenn Liebe diese Welt regiert (Dotter Records, mit Andy Wolff)